# Anglo American
Anglo American plc es una compañía minera global con sede en Londres, Reino Unido. Es un gran productor de diamantes, arsénico,  mercurio, plomo, cobre, níquel, hierro mineral, carbón térmico y metalúrgico, y el mayor productor mundial de platino, con alrededor del 40% de la producción mundial. Tiene operaciones en África, Asia, Australasia, Europa y América.
Principalmente cotiza en la bolsa de Londres y constituye parte del índice FTSE 100. Secundariamente también cotiza en la bolsa de Johannesburgo.

## Historia
Sir Ernest Oppenheimer junto con el estadounidense J.P. Morgan, fundó la Anglo American Corporation, una compañía de minería aurífera, en 1917 con £1 millón, con fondos británicos y estadounidenses, y de este modo derivó el nombre de la compañía. La AAC se convirtió en el mayor accionista de la compañía De Beers en 1926. Dos años más tarde, la AAC inició sus actividades de minería en el cinturón zambiano de cobre

### De los 1940 a los 1960
En 1945, la AAC se desplazó a la industria del carbón con la adquisición de la Coal Estates. Doce años más tarde, en 1957, Sir Ernest Oppenheimer murió en Johannesburgo y fue sucedido por su hijo, Harry Oppenheimer, que también fue elegido presidente de De Beers. A finales de los cuarenta y cincuenta, la AAC se centró en el desarrollo de los campos auríferos del Estado Libre (Free State) —siete grandes minas simultáneamente— y la mina de Vaal Reefs. El éxito de estas minas le permitió convertirse en el mayor grupo de minería aurífera del mundo.

### De los 1960 a los 1980
En 1961, la AAC se expandió desde el Sur de África por primera vez y se convirtió en un gran inversor la Hudson Bay Mining and Smelting Company en Canadá. En 1967, de desplazó al sector de la industria siderúrgica con la adquisición de Scaw Metals. De 1967 a 1975, continuó creciendo y estableciendo una serie de empresas, incluidas el Grupo Mondi (industria maderera y papelera), Amgold (después AngloGold Ashanti) y Amcoal (a través de la consolidación de diversas de sus operaciones en Sudáfrica y después denominada Anglo Coal). En 1982, Harry Oppenheimer se retiró como presidente de la AAC y fue sucedido por Gavin Relly. Dos años más tarde, Oppenheimer se retiró de De Beers y traspasó la dirección a Julian Ogilvie Thompson, que en 1990 también fue nombrado presidente y director ejecutivo de AAC.

### De los 1990 a los 2000
Anglo American Corporation se fusionó con Minorco el 24 de mayo de 1999 para formar Anglo American plc con sus acciones cotizando principalmente en la bolsa de Londres y con una cotización secundaria en la bolsa de Johannesburgo. Sus operaciones en el sector aurífero fueron segregados a la compañía AngloGold, que en 2004 se fusionó con Ashanti Goldfields Corporation para formar AngloGold Ashanti. Anglo American redujo su participación en AngloGold Ashanti al 16,6 por ciento en 2008 y abandonó la compañía completamente en 2009.
En 2000, Julian Ogilvie Thompson se retiró como director ejecutivo de Anglo American y fue sucedido por Tony Trahar. Ogilvie Thompson también se retiró como presidente en 2002 y fue reemplazado por Sir Mark Moody-Stuart. En el mismo año, Anglo American adquirió Tarmac, un productor de materiales de construcción, y los activos carboníferos de Shell Petroleum Company en Australia. En 2001, De Beers fue privatizada después de cotizar en bolsa durante más de 70 años.
En 2002, un decreto del gobierno sudafricano fue aprobado y Anglo American y otras empresas mineras con operaciones en el país recibieron el mandato de transferir un porcentaje de su producción sudafricana a los sudafricanos históricamente desfavorecidos. Anglo American desde entonces ha llevado a cabo operaciones de fortalecimiento de la población de negra en Sudáfrica en todos sus sectores de negocio, totalizando transacciones por valor de R26.000 millones. También en 2002, Anglo Base Metals adquirió las operaciones de cobre en Chile de Exxon Mobil Corporation y abrió una oficina representativa en Pekín, China. En 2003, Anglo American adquirió una importante participación en el productor de mineral de hierro Kumba Resources.
En 2007, Cynthia Carroll fue la primera mujer y el primer no sudafricano en convertirse en director ejecutivo de Anglo American sucediendo a Tony Trahar. El Grupo Mondi, un negocio papelero y de paquetería, fue segregado en 2007. En los siguientes dos años, Anglo American abrió una oficina representativa en Nueva Delhi, India, obtuvo el control del proyecto Michiquillay de cobre en el norte de Perú y los proyectos de producción de hierro en Brasil de MMX Minas-Rio y Amapa, y después adquirió la mina de carbón de Foxleigh en Australia y una participación en el proyecto Pebble de cobre en Alaska. Anglo American fue acusada de prácticas perjudiciales con el medio ambiente en relación con este último proyecto, ya que implicaba la construcción de una presa río arriba de la mayor pesquería de salmón rojo del mundo, lo que pondría en riesgo su actividad. Los opositores a este proyecto también la acusaron del uso de cianuro, metales pesados y drenaje ácido de minas, que pueden tener efectos potencialmente devastadores en el medio ambiente del área de la Bahía de Bristol. Así, estos grupos plantearon la proposición Ballot Measure 4 para imponer estándares adicionales de calidad de agua en las nuevas prospecciones mineras de gran calado en ese estado. Sin embargo, en agosto de 2007, los habitantes de Alaska votaron en contra de la iniciativa. Finalmente, en diciembre de 2013, Anglo American se retiró del consorcio Pebble Limited Partnership.

### De 2010 a la actualidad
A principios de noviembre de 2011, Anglo American entabló conversaciones con la familia Oppenheimer para hacerse con las acciones restantes de éstos en la empresa De Beers. De este modo, Anglo American adquirió una participación adicional del 40% por 5,100 millones de dólares, aumentando su participación general al 85%. Esto se produjo en un momento de crecientes huelgas y atención internacional por la participación de Oppenheimer en el negocio de los llamados diamantes de sangre.
A continuación Anglo American vendió una participación del 24.5% en su unidad de cobre chilena, Anglo American Sur, a la corporación Mitsubishi de Japón. En noviembre de 2012, Anglo American completó la venta del fabricante de acero Scaw South Africa y sus compañías filiales y en julio de 2015, cedió su participación del 50% en Lafarge Tarmac, una empresa conjunta de materiales de construcción, al fabricante de cemento Lafarge S. En octubre de 2014, el proyecto de mineral de hierro Minas-Rio de Anglo American en Brasil comenzó a operar y enviar mineral.
En julio de 2015, Anglo American anunció que, dada la pérdida financiera de 3.000 millones de dólares en la primera mitad del año, debía recortar 53.000 empleos (un 35% de su fuerza laboral). A principios de diciembre de 2015, la compañía anunció que, como parte de una reestructuración, eliminaría otros 85.000 empleos en sus minas, casi dos tercios de su fuerza laboral de 135.000 en todo el mundo. También anunció la consolidación de seis de sus divisiones en tres negocios: diamantes, platino y oro, a la vez que los pagos de dividendos a los inversores también se suspendieron por un año. La compañía tuvo que poner a la venta sus minas de carbón Dawson, Foxleigh y Callide en el centro de Queensland, así como su mina de carbón Dartbrook en Hunter Valley en Nueva Gales del Sur, y sus acciones cayeron a un mínimo histórico en la Bolsa de Londres tras caer más del 12 por ciento.
En marzo de 2017, el industrial indio británico Anil Agarwal compró el 11% de la compañía a través de su fondo Volcán y en septiembre volvió a aumentar su participación hasta hacerse con el 20% de la misma. En abril de 2017, la compañía vendió sus operaciones de carbón térmico vinculadas a Eskom en Sudáfrica, lo que supuso un paso importante en la dirección marcada por la nueva estrategia de centrarse en sus tres líneas de negocio fundamentales (diamante, platino y oro). En octubre de 2019, Anglo American anunció una asociación con la compañía energética francesa Engie para desarrollar el camión de carga para uso minero impulsado por hidrógeno más grande del mundo, y se espera que las pruebas comiencen en 2020.

## Operaciones
La compañía se concentra en los recursos naturales con cinco unidades de negocio centrales: materias primas, carbón, diamantes, mineral de hierro (o metales ferrosos e industrias) y platino. Sus operaciones incluyen África, Asia, Australia, Europa, Norteamérica y Sudamérica.
Las subsidiarias enteramente de la compañía incluyen Anglo Base Metals, Anglo Ferrous Metals and Industries, Anglo Coal y Anglo Industrial Minerals (Tarmac). Las subsidiarias parcialmente participadas incluyen Copebras (Brasil), Anglo Platinum Ltd (Sudáfrica) (79,6%) y 63,4% de Kumba Iron Ore. El negocio papelero y de paquetería del Grupo Mondi fue segregado en 2007. También mantiene el 45% de la compañía minera de diamantes De Beers.
En 2008, la compañía tenía 105.000 empleados permanentes y 39.000 empleados temporales y sus operaciones alcanzaban a 45 países.
El mayor proyecto de Anglo American corresponde a la explotación de hierro Minas-Rio en Brasil; ha tenido que enfrentarse a retrasos y a elevados costes, pero en diciembre de 2010 Anglo American ha obtenido una licencia clave del gobierno de debe permitir empezar las operaciones. La producción inicial se espera que sea de 26,5 millones de toneladas anuales; el mineral de hierro debería ser transportado hasta el puerto de Açu a 525 km para su distribución.
En 2008, Anglo American (excluyendo De Beers) invirtió $212 millones en exploración de recursos en 21 países, incluyendo cobre, níquel, fosfatos de niobio y zinc. Las regiones de reciente exploración permanecen en un 70% como zonas verdes tras los trabajos.
En julio de 2018, Anglo American anunció que invertiría $5300 millones en el desarrollo de la mina de cobre Quellaveco en Perú , que la empresa adquirió en 1992, con el conglomerado japonés Mitsubishi financiando el 40% del costo total.  Como parte del proyecto, Anglo American también comprometió 650 millones de soles ($195 millones) para proyectos de desarrollo comunitario local en Moquegua , donde se encuentra la mina Quellaveco. 